# Salvador Ginel
Salvador Hugo Ginel, talvolta indicato come Hugo Luis Ginel (San Miguel de Tucumán, 1º aprile 1938), è un ex calciatore argentino, di ruolo difensore.